# Dnipro T203
Dnipro T203 – typ trolejbusu wytwarzanego od 2017 r. z użyciem gotowych części trolejbusów MAZ 203T w ukraińskich zakładach Jużmasz w Dnieprze.

## Konstrukcja
Dnipro T203 to miejski trolejbus niskopodłogowy z nadwoziem zamontowanym na dwóch osiach.
Trolejbus wyposażony jest w akumulator litowo-jonowy pozwalający na przejechanie 20 km bez zasilania z sieci trakcyjnej. Czas ładowania akumulatora z sieci wynosi do 40 minut. Istnieje możliwość montażu klimatyzacji w przestrzeni pasażerskiej i kabinie kierowcy. W środkowych drzwiach zamontowana jest rozkładana ręcznie rampa pozwalająca na wjazd do środka pojazdu osób na wózkach inwalidzkich.

## Dostawy
| Państwo        | Miasto         | Lata dostaw    | Liczba | Numery taborowe      |       |
| -------------- | -------------- | -------------- | ------ | -------------------- | ----- |
| Ukraina        | Bachmut        | 2019           | 1      | 302                  | [ 2 ] |
| Ukraina        | Czerniowce     | 2018–2019      | 8      | 382–389              | [ 3 ] |
| Ukraina        | Dniepr         | 2014–2015      | 45     | 1548–1552, 2542–2547 | [ 4 ] |
| Ukraina        | Kramatorsk     | 2017–2019      | 16     | 0210–0225            | [ 5 ] |
| Ukraina        | Kropiwnicki    | 2016–2017      | 11     | 101–120              | [ 6 ] |
| Ukraina        | Krzywy Róg     | 2018           | 43     | 673–680              | [ 7 ] |
| Ukraina        | Równe          | 2017–2019      | 15     | 188–202              | [ 4 ] |
| Ukraina        | Zaporoże       | 2019           | 5      | 201–205              | [ 8 ] |
| Łączna liczba: | Łączna liczba: | Łączna liczba: | 144    |                      |       |